# Från Norrland till helvetets port
Från Norrland till helvetets port är den svenska industrimetalgruppen Raubtiers tredje studioalbum. Musikalbumet gavs ut den 25 april 2012. Singlar från albumet är Låt napalmen regna, Sveriges elit och Besten i mig.

## Låtlista
1. Sveriges elit (03:55)
2. Apokalyps (02:43)
3. Besten i mig (03:22)
4. Låt napalmen regna (03:24)
5. Allt förlorat (03:38)
6. Kamouflage (04:15)
7. Fafnesbane (03:01)
8. Vittring (03:29)
9. Dit vinden bär (04:19)
10. Rebeller (03:15)
11. Vapenbröder (03:06)
12. Förgätmigej (04:02)